# Тамо и натраг
Тамо и натраг (фр. Аller retour) је југословенски филм снимљен 1978. године у режији Александра Петковића и по сценарију Драгослава Михаиловића.

## Радња
Сељак са породицом долази у Париз да нађе посао. Он се убрзо запосли, али није задовољан, па често мења послодавце. У потрази за бољим послом наседне посреднику, који га превари, па се онако љут посвађа са суседом и у свађи га рањава ножем. Бекство, хапшење, суд и пресуда; протеривање из Француске. По наговору жене и сина ипак остаје и, у провинцији, са пријатељем, започне самостални посао, али их провалници опљачкају што им навуче на врат полицију. Угрожен, нервозан, напије се и истуче жену, а она га у очајању пријави полицији. Међутим, интервенција полиције је непотребна, јер је он већ мртав...

## Улоге
| Глумац                | Улога                    |
| --------------------- | ------------------------ |
| Душан Јанићијевић     | Живорад „Жика“ Јовановић |
| Милена Дравић         | Рада Јовановић           |
| Славко Штимац         | Марко Јовановић          |
| Љубиша Самарџић       | Сава Богдановић          |
| Радмила Живковић      | Роса Богдановић          |
| Владан Живковић       | Гастарбајтер Ранђел      |
| Ирфан Менсур          | Гастарбајтер Срба        |
| Жан Валмонт           | Гравон                   |
| Јанез Врховец         | Друг Митровић            |
| Љубомир Ћипранић      | Гастарбајтер Васа        |
| Вељко Мандић          | Гастарбајтер Рака        |
| Љиљана Јовановић      | Ракина жена              |
| Предраг Милинковић    | Гастарбајтер             |
| Данило Бата Стојковић | Васин буразер            |
| Тома Курузовић        | Жан                      |
| Боро Беговић          | Никола Мађели „Ник“      |
| Драгољуб Војнов       | Миланче                  |
| Драган Лукић Омољац   | Француски криминалац     |
| Миха Балох            |                          |
| Момчило Станишић      |                          |
| Александар Стојановић |                          |
| Страхиња Мојић        |                          |
| Душан Вујновић        |                          |
| Јасна Ивић            |                          |
| Драго Животић         |                          |
| Драган Тањга          |                          |
| Жан Пјер Шали         |                          |